# وسپاسیان
تیتوس فلاویوس وسپاسیانوس (به لاتین: Titus Flavius Vespasianus) (زاده: ۹ - مرگ: ۷۹ میلادی)، از سال ۶۹ تا ۷۹ میلادی امپراتور روم بود. دوران زمامداری او همزمان با پادشاهی بلاش یکم در ایران بود. او فرمان به ساختن تماشاگاه کولوسئوم داد ولی پیش از به پایان رسیدن ساختمان این بنا مرد و در زمان فرمانروایی پسرش دمیتیانوس ساختن این بنا به پایان رسید. او همچنین سرسلسلهٔ دودمان فلاویان بود که شامل ۳ امپراتور می‌شد: خودش (۶۹ تا ۷۹ میلادی)، فرزند ارشدش تیتوس (۷۹ تا ۸۱ میلادی) و دیگر فرزندش دومیتیان (۸۱ تا ۹۶ میلادی). او از امپراتوران دانش‌پژوه بود و به‌واسطهٔ تأسیس کتابخانه در معبد صلح موجب ایجاد دانشگاه روم شد، دانشگاهی که بعدها دارای رشته‌های حقوق و پزشکی و معماری و ریاضی و صرف‌ونحو و بلاغت به یونانی و لاتین شد.
در زمان فرمانروایی نرون، اهالی بریتانیا شوریدند و ارمنستان و شام به اطاعت اشکانیان درآمدند. سپس نرون وسپاسیانوس را بر سر آنان فرستاد؛ او نیز همه را شکست داد. سپس یهودیان پیمان شکستند و شوریدند. نرون وسپاسیانوس را فرمود تا یهود را کشتار کرده و قدس را ویران کند. وسپاسیان به استان یهودیه رفت، و یکسال اورشلیم و قدس را در محاصره گرفت. در این میان، خبر قتل نرون بدو رسید و دانست که گالبا را به فرمانروایی برداشته‌اند. یارانش اشارت کردند که به روم بازگردد؛ رئیس یهود نیز که در نزد او اسیر بود، او را به پادشاهی بشارت داد. پس او به‌ سوی روم روانه شد و پسرش تیتوس را بر حصار قدس گماشت. او قدس را گشود و معبدش را ویران کرد و همهٔ بناهایش را با خاک یکسان کرد. می‌گویند تیتوس حدود ششصدهزار نفرشان را کشت و در درون حصار این تعداد از گرسنگی مردند و از آنان که به اسارت گرفته بود حدود هفتادهزار نفر را فروخت و صدهزار نفرشان را به روم برد تا جوانان رومی را فن نبرد و شمشیرزنی و نیزه‌گدازی بیاموزانند. برخی می‌گویند شمارهٔ کشتگان هزارهزار تن بود و اسیران نهصدهزار تن. کسانی از گردنکشان را که در نواحی قدس بودند با اسیران روان داشتند و هر روز چند تن از آنان را نزد شیران می‌افکندند تا همه نابود شدند.

## مالیات تجارت ادرار
در قرن اول پس از میلاد، امپراتور روم، نرون، آنچه را که به نام «ادرار گیاهی» شناخته می‌شد، وضع کرد که از لاتین به «مالیات ادرار» ترجمه می‌شود. این مالیات بر جمع‌آوری ادرار در ادرارگاه‌های عمومی وضع می‌شد، زیرا طبقات پایین جامعه مجبور بودند ادرار خود را در دیگ‌های کوچکی بریزند و سپس آن در حوضچه‌های ادرار تخلیه کنند. ادرار از توالت‌های عمومی طبقات بالا نیز جمع‌آوری می‌شد. خریدار ادرار، مالیات را می‌پرداخت، سپس آن را از حوضچه‌ها جمع‌آوری می‌کرد و به عنوان یک ماده خام با ارزش برای تعدادی از فرآیندهای شیمیایی بازیافت می‌کرد. اگرچه این مالیات در نهایت حذف شد، اما در حدود سال ۷۰ پس از میلاد با جانشینی امپراتور وسپاسیان دوباره اجرا شد. وقتی وسپاسیان امپراتور شد، امپراتوری روم به تازگی از یک جنگ داخلی بیرون آمده بود که تقریباً باعث فروپاشی کامل دنیای آنها شد. علاوه بر این، امپراتوری حتی یک سکه نقره در خزانه خود نداشت. وسپاسیان که به خاطر عشق به پول و مالیات ستمگرانه (که در نهایت امپراتوری روم را از بدهی خارج کرد و مازادی در خزانه برای امپراتور بعدی باقی گذاشت) شهرت داشت، کار تعمیر و بازسازی امپراتوری را آغاز کرد. او شروع به اخذ یک سری مالیات برای جمع‌آوری سرمایه کرد که یکی از آنها هزینه جمع‌آوری ادرار از دستگاه ادراری عمومی در سیستم کلوآکا ماکسیما (فاضلاب بزرگ) رم بود. اولین توالت‌های عمومی در تاریخ حتی توسط وسپاسیان در سال ۷۴ پس از میلاد معرفی شد. اندکی پس از وضع این مالیات بر ادرار، عقلای رومی شروع به نامیدن توالت‌های محلی به نام وسپاسیان کردند. مالیات بر تجارت ادرار توسط پسر وسپاسیان و امپراتور آینده، تیتوس، سیاستی منزجرکننده تلقی می‌شد. مورخان رومی دیوکاسیوس و سوئتونیوس در مورد مالیات نامحبوب وسپاسیان مطلب نوشته‌اند.
در کتاب‌های تاریخ آمده است که وقتی تیتوس از این موضوع شکایت کرد، پدرش یک سکه طلا برداشت و گفت: «Pecunia non olet» یا «پول بو نمی‌دهد». البته معنای پشت این عمل این بود که نشان می‌داد که خود پول بدون در نظر گرفتن منشأ آن بدبو و آلوده نیست. این احتمالاً مشهورترین عبارتی است که تا به حال توسط وسپاسیان گفته شده است، و امروزه نیز معمولاً برای کم‌اهمیت جلوه دادن منابع مشکوک یا کاملاً غیرقانونی سود مالی استفاده می‌شود. در حالی که مالیات وسپاسیان به ویژه در میان جمع‌آوران ادرار، دست اندر کاران منسوجات و دباغ‌ها که از ادرار در صنایع خود استفاده می‌کردند، بسیار نامحبوب بود، درآمد جمع‌آوری‌شده از این مالیات به تثبیت امپراتوری و ارائه خدمات عمومی کمک کرد.

## ادّعای معجزه
یکی دیگر از موفقیت‌های وسپاسیان در روابط عمومی، توانایی او در احاطه کردن خود با هاله‌ای از الوهیت بود. این ایده ای بود که مدتها توسط فرمانروایان مورد استفاده قرار می‌گرفت - ژولیوس سزار، آگوستوس و امپراتور کلودیوس همگی پس از مرگ به عنوان خدایان شناخته شده بودند و فرزندان این مردان نسب الهی خود را برای منافع سیاسی تبلیغ می‌کردند. وسپاسیان اما این تاکتیک را وارد مرحله جدیدی کرد. به گفته بسیاری از مورخان روم باستان، امپراتور وسپاسیان به‌طور گسترده‌ای براین باور بود که قادر به انجام معجزات مقدس است. سه محقق باستانی - تاسیتوس (۵۶ – ۱۱۷ میلادی)، سوئتونیوس و کاسیوس دیو- به‌طور مشخص به دو مورد از شفاهای معجزه آسا که ظاهراً وسپاسیان انجام داد اشاره کردند. گفته می‌شود که «هر دو شفا در اسکندریه در حوالی ژوئن یا ژوئیه سال ۷۰ رخ داده‌اند. دو مرد ناتوان با هم به امپراتور وسپاسیان نزدیک شدند و خود را در مقابل او به زمین انداختند. یکی از مردها نابینا بود و دیگری دستی نداشت. وسپاسیان آب دهان خود را در چشم مرد نابینا کرد و در کمال تعجب همگان، مرد فریاد زد که می‌تواند دوباره ببیند. امپراتور سپس بر دست مرد دیگر پا گذاشت که پس از پا گذاشتن روی آن، دست به‌طور کامل شروع به حرکت کرد.»